# Proteste in Sri Lanka (2022)

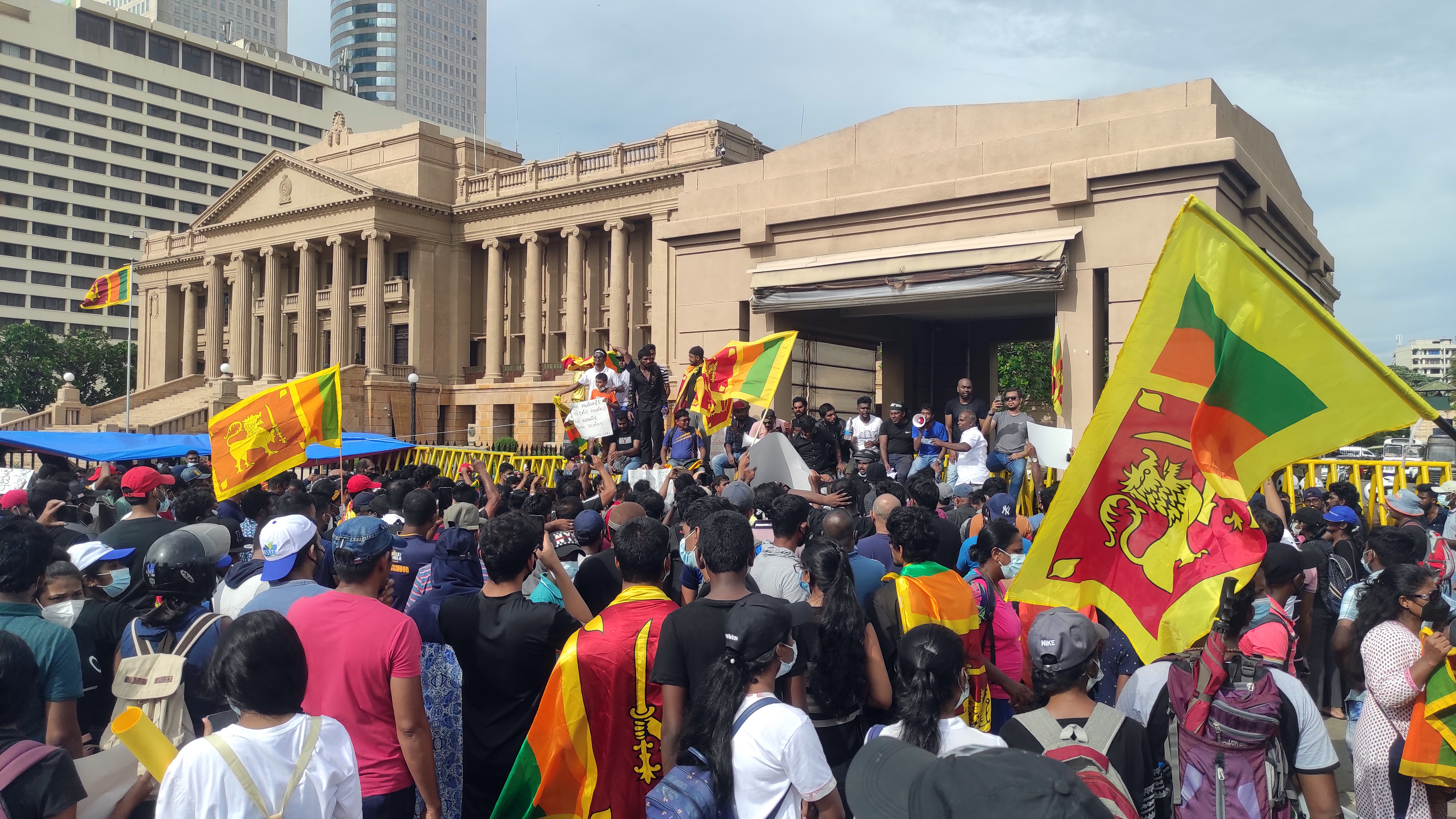
Massenproteste vor dem Sekretariat des Präsidenten in Colombo am 13. April 2022

Die Proteste in Sri Lanka von 2022, allgemein bekannt als Aragalaya (singhalesisch: අරගලය, wörtlich: „Der Kampf“), waren eine Reihe von zum Teil gewalttätigen Massenprotesten, die im März 2022 gegen die Regierung von Sri Lanka begannen.

## Hergang
Die Regierung wurde für ihre Wirtschaftspolitik stark kritisiert, die zu einer Rezession geführt habe. Die Wirtschaftskrise dauerte seit 2019 an und war verbunden mit schwerer Inflation, täglichen Stromausfällen und einer Verknappung von Treibstoff, Haushaltsgas und anderen lebenswichtigen Gütern. Die Hauptforderung der Demonstranten war der Rücktritt von Präsident Gotabaya Rajapaksa und wichtigen Mitgliedern der Familie Rajapaksa. Trotz der Beteiligung mehrerer Oppositionsparteien betrachteten sich die meisten Demonstranten als unpolitisch, wobei viele ihre Unzufriedenheit mit der parlamentarischen Opposition zum Ausdruck brachten. Die Demonstranten skandierten Slogans wie „Go Home Got“, „Go Home Rajapaksas“, und „Aragalayata Jaya Wewa“ („Sieg dem Kampf“). Die meisten Proteste wurden von der breiten Öffentlichkeit organisiert, wobei Jugendliche eine wichtige Rolle spielten, indem sie Proteste am Galle Face Green durchführten.
Die Regierung reagierte auf die Proteste mit autoritären Methoden wie der Verhängung des Ausnahmezustands, der Erlaubnis für das Militär, Zivilisten zu verhaften, Ausgangssperren und der Einschränkung des Zugangs zu sozialen Medien. Mit ihrem Versuch, die Proteste zu unterdrücken, habe die Regierung gegen die freiheitlichen Rechte und somit die Verfassung Sri Lankas verstoßen. Auch die sri-lankische Diaspora begann mit Demonstrationen gegen die Unterdrückung grundlegender Menschenrechte im Land. Im April folgte mit Protesten durch Hashtags wie #GoHomeGota auf Twitter ein internationaler Trend gegen die Einschränkung der sozialen Medien. Das Verbot der Regierung wurde noch am selben Tag aufgehoben. Die Menschenrechtskommission von Sri Lanka verurteilte das Vorgehen der Regierung und lud Beamte vor, die für die Blockade und die Misshandlung von Demonstranten verantwortlich waren.
Am 3. April traten alle 26 Mitglieder des zweiten Kabinetts von Gotabaya Rajapaksa mit Ausnahme von Premierminister Mahinda Rajapaksa zurück. Kritiker erklärten, der Rücktritt sei nicht gültig, da er nicht dem verfassungsmäßigen Protokoll entspreche, und mehrere der „zurückgetretenen“ Minister wurden am nächsten Tag in verschiedenen Ministerien wieder eingesetzt. Der Fraktionsvorsitzende der Regierung, Johnston Fernando, bestand darauf, dass Präsident Gotabaya Rajapaksa unter keinen Umständen zurücktreten werde. Die Proteste führten jedoch zur Entlassung von Beamten und Ministern, darunter Mitglieder der Familie Rajapaksa und deren enge Vertraute, zur Ernennung von Fachleuten und zur Einrichtung der Beratungsgruppe für multilaterales Engagement und Schuldentragfähigkeit.
Im Juli 2022 besetzten Demonstranten den Präsidentenpalast in Colombo, was Rajapaksa zur Flucht veranlasste. Das Niederbrennen seines Hauses veranlasste Premierminister Ranil Wickremesinghe  seinen eigenen Rücktritt anzukündigen. Etwa eine Woche später, am 20. Juli, wählte das Parlament Wickremesinghe zum Präsidenten. Bis November 2022 hatten sich die Proteste aufgrund der Verbesserung der wirtschaftlichen Bedingungen weitgehend abgekühlt. Die Proteste waren zwar größtenteils beendet, jedoch wurde prognostiziert, dass es bis 2026 dauern würde, bis eine vollständige wirtschaftliche Erholung eintreten würde.